# Kapituła do Spraw Profesorów Oświaty
Kapituła do Spraw Profesorów Oświaty – organ administracji publicznej będący częścią systemu oświaty, którego kompetencją jest przedkładanie ministrowi właściwemu do spraw oświaty i wychowania wniosków o nadanie tytułu honorowego profesora oświaty.

## Podstawa prawna
Jego podstawą prawną jest art. 9i ust. 1 ustawy z dnia 26 stycznia 1982 r. – Karta Nauczyciela (Dz.U. z 2014 r. poz. 191) oraz rozporządzenie Ministra Edukacji Narodowej z dnia 4 września 2008 r. w sprawie Kapituły do Spraw Profesorów Oświaty (Dz.U. z 2009 r. Nr 163, poz. 1017).

## Skład
Kapituła składa się z 16 członków powoływanych przez ministra właściwego do spraw oświaty i wychowania „spośród osób będących uznanymi autorytetami w dziedzinie oświaty i dających rękojmię prawidłowego wykonywania zadań Kapituły”.
Kandydatów na członków Kapituły mogą zgłaszać:
- organy sprawujące nadzór pedagogiczny
- organy prowadzące szkoły i placówki oświatowe
- związki zawodowe zrzeszające nauczycieli
- organizacje pozarządowe, których działalnością statutową jest działalność oświatowa.

Kadencja członka Kapituły trwa cztery lata. Ponowny wybór jest niedopuszczalny.
Na czele Kapituły stoi jej przewodniczący i zastępca przewodniczącego. Stanowiska te powierzane są członkom Kapituły w drodze uchwały podejmowanej przez Kapitułę bezwzględną większością głosów w obecności co najmniej 2/3 członków Kapituły.

## Procedura
Postępowanie w Kapitule koordynuje jej przewodniczący względnie jego zastępca. Przewodniczący ustala terminy posiedzeń. Do 31 marca każdego roku organy sprawujące nadzór pedagogiczny składają do kapituły wnioski o nadanie tytułu profesora oświaty wraz z uzasadnieniem. Kapituła dokonuje szczegółowej oceny dorobku osób kandydujących do tytułu, uwzględniając kryteria określone w § 6 rozporządzenia. Wyznaczenie kandydatów do tytułu odbywa się w głosowaniu jawnym bezwzględną większością głosów w obecności co najmniej 2/3 członków Kapituły. Do dnia 1 lipca każdego roku Kapituła przedstawia ministrowi właściwemu do spraw oświaty i wychowania wnioski o nadanie tytułu. Obsługę administracyjno-biurową Kapituły zapewnia urząd obsługujący ministra.